# Route départementale 21 (Puy-de-Dôme)
Pour les articles homonymes, voir Route départementale 21.
La route départementale 21, ou RD 21, est une route départementale du Puy-de-Dôme reliant Châteaugay à Ceyrat.
Depuis 2006, la RD 21 à Clermont-Ferrand est en tronc commun avec la RD 2009. Sur ce tronc commun, elle est classée route à grande circulation.

## Histoire

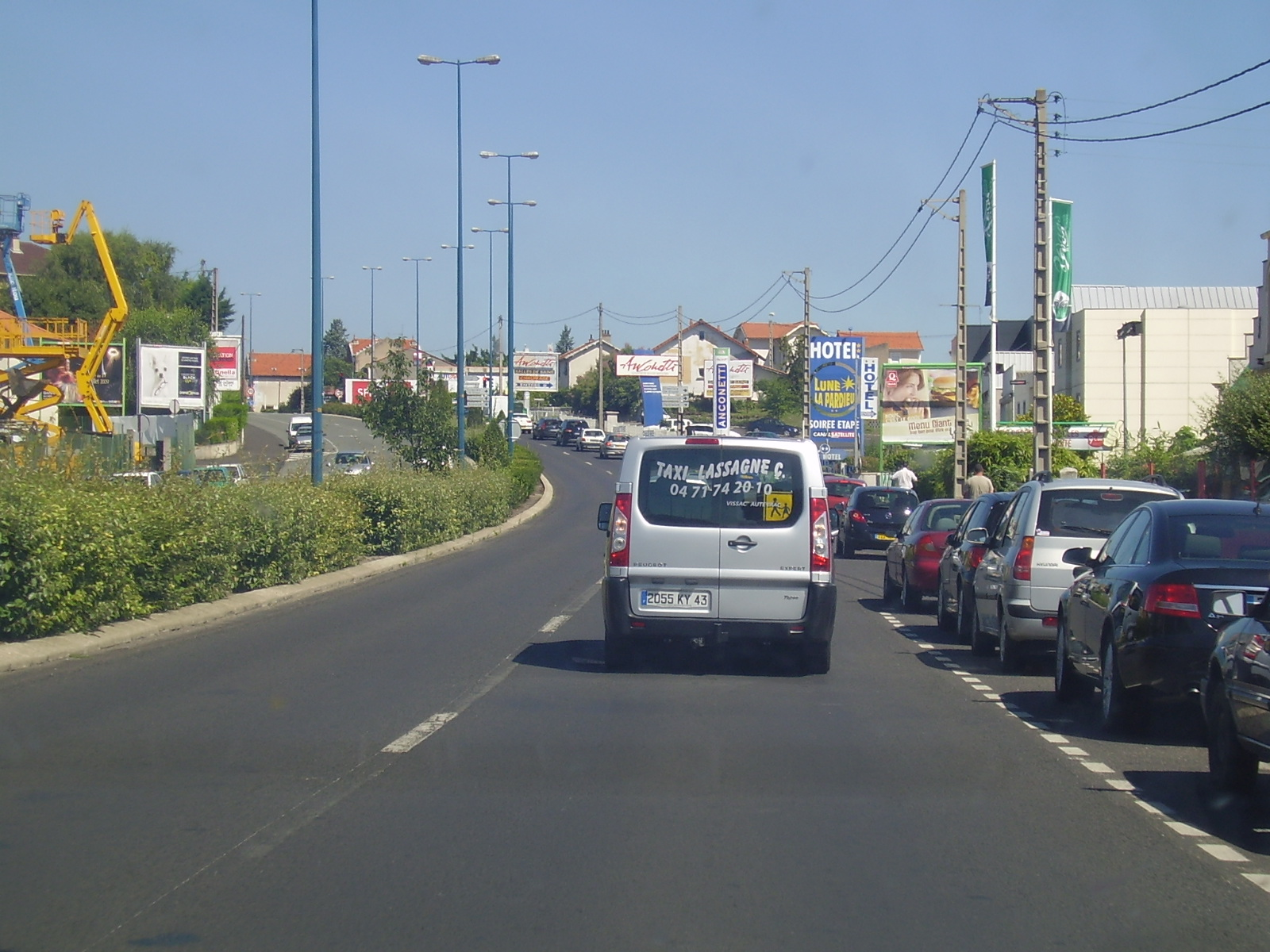
L’ex-RD 21 à Clermont-Ferrand, boulevard Gustave-Flaubert

Avant la réforme de 2006, la RD 21 passait par le boulevard Gustave Flaubert. La RD 21 est devenue RD 2009 (alors ancienne route nationale 9, déclassée en grande partie en RD 2009 ; à Clermont-Ferrand, vers le sud, la RN 9 d’origine étant devenue la RD 2099). Cet ancien tronçon, devenu un tronc commun avec la RD 2009, était à 2×2 voies, voire 2×3 à l’intersection RD 21 et RD 765.

## Tracé
- Châteaugay, où elle rencontre la RD 402
- Cébazat : Rue de Châteaugay, Avenue du 8 mai 1945 (RD 21A), Avenue de la République

Auparavant, la RD 21 passait à Clermont-Ferrand par une 2×2 voies (sorte de « boulevard Est » qui est maintenant intégrée à la RD 2009). Son tracé était : Boulevard Ambroise-Brugière, Boulevard Saint-Jean, Boulevard Jean-Moulin, Boulevard Gustave-Flaubert. Suivait alors un tronc commun avec la RD 2009 ex-RN 9.
- Aubière : Avenue Jean-Moulin, Avenue Nestor-Perret
- Romagnat : Avenue Jean-Moulin + Passage sous la RD 2089 ancienne RD 799, Boulevard Georges-Couthon
- Clémensat, commune de Romagnat
- Saulzet-le-Chaud, commune de Romagnat
- Ceyrat où elle rencontre la RN 89 d’origine.

### Intersections
La RD 402 à Châteaugay, point de départ de la RD 21 ; la RD 2 : Gerzat, Blanzat ; la RD 212 : Cournon-d'Auvergne, la RD 3 : Beaumont.

### Antennes
La RD 21 possède deux antennes : la RD 21A à Cébazat et la RD 21B correspondant à un raccordement de Saulzet-le-Chaud sur la RD 2089 ex-RN 89 à Clémensat.

## Lieux sensibles
Dans le secteur de Clermont-Ferrand, le boulevard Gustave-Flaubert est le lieu le plus accidentogène avec 12 accidents corporels, 15 blessés, 6 accidents de deux-roues. Vient aussi le boulevard Saint-Jean, avec 6 accidents matériels et corporels et 7 blessés entre le 1er juillet 2000 et le 30 juin 2005.

## Trafic
- Romagnat (ville) 5 279 véhicules par jour
- Clermont-Ferrand supérieur à 12 500 (?) véhicules par jour (moyenne 2006)[4].